# 维勒邦
维勒邦（法語：Villebon，法語發音：[vilbɔ̃] ⓘ）是法国厄尔-卢瓦省的一个市镇，属于沙特尔区。

## 地理
维勒邦（48°23'31"N, 1°12'25"E）面积2.16 平方千米，位于法国中央-卢瓦尔河谷大区厄尔-卢瓦省，该省份为法国北部内陆省份，北起顺时针与厄尔省、伊夫林省、埃松省、卢瓦雷省、卢瓦-谢尔省、萨尔特省和奧恩省接壤。
与维勒邦接壤的市镇（或旧市镇、城区）包括：弗兰塞、塞尔奈、圣但尼德皮。

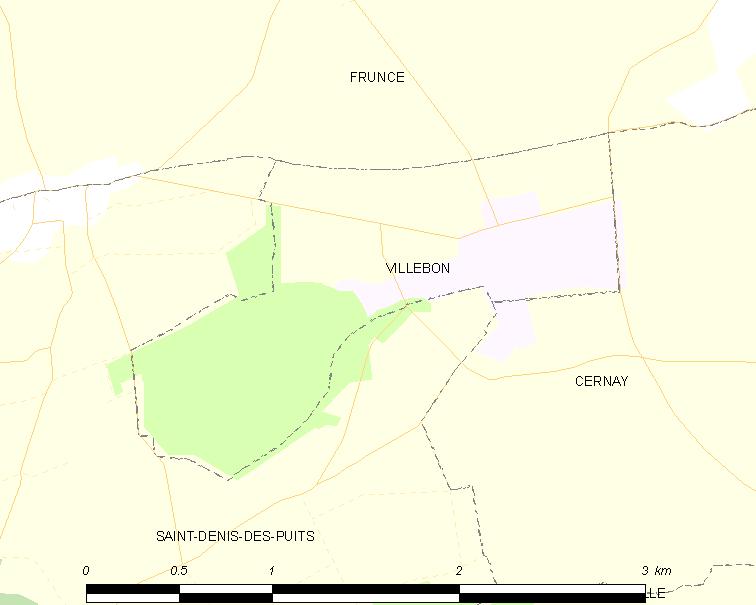
维勒邦的OSM定位图

维勒邦的时区为UTC+01:00、UTC+02:00（夏令时）。

## 行政
维勒邦的邮政编码为28190，INSEE市镇编码为28414。

## 政治
维勒邦所属的省级选区为伊利耶孔布赖县。

## 人口

1962-2008年间维勒邦人口变化图示

维勒邦于2022年1月1日时的人口数量为56人。